# Goidel Glas
Goídel Glas, (latinizado como Gathelus) es, en Irlanda y la Escocia medieval, el creador de las lenguas gaélicas (goidélicas) y antepasado epónimo de los gaélicos.

## Irlanda
Artículo principal: Lebor Gabála Érenn.

## Escocia

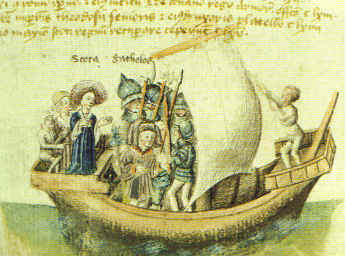
Scota (izquierda) y Goidel Glas viajando de Egipto, como se muestra en un manuscrito del de la Scotichronicon de Walter Bower, en esta versión Scota y Goidel Glas (latinizado como Gaythelos) son marido y mujer.

La versión escocesa de la historia de Goidel Glas y Scota fue recopilada por Juan de Fordun. Esta es, aparentemente, no sobre la base de los principales leyendas irlandesas o Lebor Gabala. Fordun se refiere a múltiples fuentes, y su versión se toma como un intento de sintetizar todas las versiones en una sola historia.
En la versión de Fordun, el Gaythelos, como él llama a Goidel Glas, es el hijo de "un rey de los países de Grecia, Neolus o Heolaus, por su nombre", que se exilió a Egipto y entró al servicio del Faraón, casándose con la hija del Faraón llamada Scota. Varias versiones hay de cómo llegó a ser Gaythelos y su esposa expulsados de Egipto, por una revuelta tras la muerte de Faraón y su ejército en el Mar Rojo, tras ser derrotados por Moisés, o en el terror de las plagas de Egipto, o después de la invasión de los etíopes, se les da, pero el resultado es que Gaythelos y Scota se exiliaron juntos con los nobles griegos y egipcios, y, asombrado los príncipes por el poder creciente del Jefe de los hebreos y por las plagas que cayeron sobre Egipto, huyeron de aquel país y se vinieron a España, trayéndose la piedra de Jacob que ya tenía fama de operar grandes prodigios y de dar suerte y protección a quien la poseía. Ya se instalan en Hispania después de vagar durante muchos años. Es en la península ibérica donde se asientan en la esquina noroeste de la tierra, en un lugar llamado Brigantia (en la ciudad de La Coruña, que los romanos conocían como Brigantium). Mientras que el Lebor Gabála Érenn redacción de Leinster en contraste lo describe como un escita. Otros manuscritos del Lebor Gabála Érenn contiene una leyenda variante del marido de Scota, no como Glas Goidel sino como Mil Espaine y lo conecta a la antigua Iberia.